# Zuncho (náutica)
En náutica, el zuncho es un aro cuadrado o cuadrilongo formado por una planchuela de hierro puesta en plano que sirve para sujetar y proteger el conjunto de algunas cosas que tienen varias piezas unidas o para el paso o sostén de un palo mastelero, botalón, etc. 
Entre ellos o los de esta última aplicación adquiere la denominación de tamborete el que hace de tal en un mastelero.

## Tipos
- Zuncho de llave o de bisagra: es el que en alguno de los puntos de su periferia tiene un gozne que puede abrirse, cerrándose por la parte opuesta por una chaveta o pernete.
- Zuncho de molinete: es el que tiene molinetillo en su parte interior para suavizar el roce del palo o botalón que ha de correr por él.
- Zuncho de presión: es el que aprieta por medio de tornillos y tuercas.
- Zuncho de linguetes: es el que rodea el pie del cabrestante atravesado por los pernos que sostienen los linguetes.
- Zuncho de las arraigadas: es el que guarnecido de cáncamos y colocado en el cuello de un palo, sirve para afirmar las arraigadas.[1]